# Jordanów Śląski (gemeente)
De gemeente Jordanów Śląski is een landgemeente in het Poolse woiwodschap Neder-Silezië, in powiat Wrocławski.
De zetel van de gemeente is in Jordanów Śląski.
Op 30 juni 2004 telde de gemeente 2996 inwoners.

## Oppervlakte gegevens
In 2002 bedroeg de totale oppervlakte van gemeente Jordanów Śląski 56,62 km², waarvan:
- agrarisch gebied: 88%
- bossen: 3%

De gemeente beslaat 5,07% van de totale oppervlakte van de powiat.

## Demografie
Stand op 30 juni 2004:
| Omschrijving                   | Totaal | Totaal | Vrouwen | Vrouwen | Mannen | Mannen |
| ------------------------------ | ------ | ------ | ------- | ------- | ------ | ------ |
| eenheid                        | aantal | %      | aantal  | %       | aantal | %      |
| inwoners                       | 2996   | 100    | 1498    | 50      | 1498   | 50     |
| bevolkingsdichtheid (inw./km²) | 52,9   | 52,9   | 26,5    | 26,5    | 26,5   | 26,5   |

In 2002 bedroeg het gemiddelde inkomen per inwoner 1687,97 zł.

## Administratieve plaatsen (sołectwo)
Biskupice, Dankowice, Glinica, Janówek, Jezierzyce Wielkie, Jordanów Śląski, Mleczna, Piotrówek, Popowice, Pożarzyce, Tomice, Wilczkowice, Winna Góra.
Zonder de status sołectwo : Karolin.

## Aangrenzende gemeenten
Borów, Kobierzyce, Kondratowice, Łagiewniki, Sobótka